# Notjnoje proissjestvije
Notjnoje proissjestvije (russisk: Ночное происшествие) er en sovjetisk spillefilm fra 1980 af Veniamin Dorman.

## Medvirkende
- Pjotr Veljaminov som Mitin
- Galina Polskikh som Galina Ukladova
- Aleksej Zjarkov som Stepan Voronov
- Jurij Kajurov som Vladykin
- Boris Smortjkov som Babin